# Ōchi
Ochi (邑智郡, Ōchi-gun) É um distrito situado em Shimane, Japão.
A partir de 2003, o distrito tem uma população estimada de 27.648 habitantes e uma densidade demográfica de 30.10 pessoas por km². A área total é 918,63 km².

## Cidades e aldeias
- Kawamoto
- Misato
- Ōnan

## Fusões
- Em 1º de Outubro de 2004, as cidades de Iwami e Mizuho e da aldeia de Hasumi fundiram para formar a nova cidade de Ōnan.

- Em 1º de Outubro de 2004, a vila de Ochi e da aldeia de Daiwa fundiram para formar a nova cidade de Misato.

- Em 1º de Outubro de 2004, a vila de Sakurae foi incorporada pela cidade de Gotsu.